# Saturn Award för bästa manus
Saturn Award för bästa manus är ett filmpris som delas ut av Academy of Science Fiction, Fantasy & Horror Films.

## 1970-talet
| År                                | Manusförfattare                           | Film                           |
| --------------------------------- | ----------------------------------------- | ------------------------------ |
| 1973 (2nd)                        | William Peter Blatty                      | Exorcisten †                   |
| 1974/75 (3rd)                     |                                           |                                |
| Ib Melchior (för hans karriär)    |                                           |                                |
| Harlan Ellison (för hans karriär) |                                           |                                |
| 1976 (4th)                        |                                           |                                |
| Jimmy Sangster (för hans karriär) |                                           |                                |
| 1977 (5th)                        |                                           |                                |
| George Lucas                      | Stjärnornas krig ‡                        |                                |
| Steven Spielberg                  | Närkontakt av tredje graden               |                                |
| Laird Koenig                      | Den lilla flickan i huset vid vägens slut |                                |
| Larry Gelbart                     | Min polare Gud                            |                                |
| Michael Winner, Jeffrey Konvitz   | Ondskans redskap                          |                                |
| 1978 (6th)                        | Elaine May, Warren Beatty                 | Himlen kan vänta ‡             |
| 1978 (6th)                        | Heywood Gould                             | The Boys from Brazil           |
| 1978 (6th)                        | Alfred Sole, Rosemary Ritvo               | Alice, Sweet Alice (Communion) |
| 1978 (6th)                        | Cliff Green                               | Utflykt i det okända           |
| 1978 (6th)                        | Anthony Shaffer                           | Dödlig skörd                   |
| 1979 (7th)                        | Nicholas Meyer                            | Time After Time                |
| 1979 (7th)                        | Dan O'Bannon                              | Alien                          |
| 1979 (7th)                        | Jeb Rosebrook, Gerry Day                  | Det svarta hålet               |
| 1979 (7th)                        | Robert Kaufman                            | Love at First Bite             |
| 1979 (7th)                        | Jerry Juhl, Jack Burns                    | Mupparna                       |

## 1980-talet
| År             | Manusförfattare                                            | Film                                     |
| -------------- | ---------------------------------------------------------- | ---------------------------------------- |
| 1980 (8th)     | William Peter Blatty                                       | The Ninth Configuration                  |
| 1980 (8th)     | Paddy Chayefsky (som Sidney Aaron)                         | Altered States                           |
| 1980 (8th)     | Lewis John Carlino                                         | Åter till livet                          |
| 1980 (8th)     | John Sayles                                                | Alligator                                |
| 1980 (8th)     | Leigh Brackett (postum utnämning), Lawrence Kasdan         | Rymdimperiet slår tillbaka               |
| 1981 (9th)     | Lawrence Kasdan                                            | Jakten på den försvunna skatten          |
| 1981 (9th)     | John Landis                                                | En amerikansk varulv i London            |
| 1981 (9th)     | Peter Hyams                                                | Outland                                  |
| 1981 (9th)     | Terry Gilliam, Michael Palin                               | Time Bandits                             |
| 1981 (9th)     | David Eyre, Michael Wadleigh                               | Wolfen                                   |
| 1982 (10th)    | Melissa Mathison                                           | E.T. the Extra-Terrestrial ‡             |
| 1982 (10th)    | Jay Presson Allen                                          | Dödsfällan                               |
| 1982 (10th)    | Terry Hayes, George Miller, Brian Hannant                  | Mad Max 2: The Road Warrior              |
| 1982 (10th)    | Jack B. Sowards                                            | Star Trek II: The Wrath of Khan          |
| 1982 (10th)    | Albert Pyun, Tom Karnowski, John V. Stuckmeyer             | The Sword and the Sorcerer               |
| 1983 (11th)    | Ray Bradbury                                               | Oktoberfolket                            |
| 1983 (11th)    | Jeffrey Boam                                               | The Dead Zone                            |
| 1983 (11th)    | Lawrence Kasdan, George Lucas                              | Star Wars Episode VI: Return of the Jedi |
| 1983 (11th)    | Bill Condon, Michael Laughlin                              | Strange Invaders                         |
| 1983 (11th)    | Lawrence Lasker, Walter Parkes                             | WarGames ‡                               |
| 1984 (12th)    | James Cameron, Gale Anne Hurd                              | The Terminator                           |
| 1984 (12th)    | Earl Mac Rauch                                             | Hotet från åttonde dimensionen           |
| 1984 (12th)    | Chris Columbus                                             | Gremlins                                 |
| 1984 (12th)    | Willard Huyck, Gloria Katz                                 | Indiana Jones and the Temple of Doom     |
| 1984 (12th)    | Alex Cox                                                   | Repo Man                                 |
| 1985 (13th)    | Tom Holland                                                | Skräcknatten                             |
| 1985 (13th)    | Tom Benedek                                                | Cocoon – djupets hemlighet               |
| 1985 (13th)    | Terry Hayes, George Miller                                 | Mad Max 3: Beyond Thunderdome            |
| 1985 (13th)    | Woody Allen                                                | Kairos röda ros ‡                        |
| 1985 (13th)    | Chris Columbus                                             | Tempelmysteriet                          |
| 1986 (14th)    | James Cameron                                              | Aliens - Återkomsten                     |
| 1986 (14th)    | Nick Castle                                                | The Boy Who Could Fly                    |
| 1986 (14th)    | Paul Hogan, Ken Shadie, John Cornell                       | Crocodile Dundee ‡                       |
| 1986 (14th)    | Howard Ashman                                              | Little Shop of Horrors                   |
| 1986 (14th)    | Steve Meerson, Peter Krikes, Harve Bennett, Nicholas Meyer | Star Trek IV: The Voyage Home            |
| 1987 (15th)    | Michael Miner, Edward Neumeier                             | RoboCop                                  |
| 1987 (15th)    | Alan Parker                                                | Angel Heart                              |
| 1987 (15th)    | James Dearden                                              | Farlig förbindelse ‡                     |
| 1987 (15th)    | Jim Kouf (som Bob Hunt)                                    | The Hidden                               |
| 1987 (15th)    | William Goldman                                            | Bleka dödens minut                       |
| 1987 (15th)    | Michael Cristofer                                          | Häxorna i Eastwick                       |
| 1988 (16th)    | Gary Ross, Anne Spielberg                                  | Big ‡                                    |
| 1988 (16th)    | Michael McDowell, Warren Skaaren                           | Beetlejuice                              |
| 1988 (16th)    | Tom Holland, John Lafia, Don Mancini                       | Den onda dockan                          |
| 1988 (16th)    | David Cronenberg, Norman Snider                            | Dubbelgångare                            |
| 1988 (16th)    | Alan B. McElroy                                            | Halloween 4: Återkomsten                 |
| 1988 (16th)    | Jeffrey Price and Peter S. Seaman                          | Vem satte dit Roger Rabbit?              |
| 1989/90 (17th) | William Peter Blatty                                       | Exorcisten III                           |
| 1989/90 (17th) | James Cameron                                              | The Abyss                                |
| 1989/90 (17th) | Jerry Belson                                               | Always                                   |
| 1989/90 (17th) | Don Jakoby, Wesley Strick                                  | Imse vimse spindel                       |
| 1989/90 (17th) | Phil Alden Robinson                                        | Drömmarnas fält ‡                        |
| 1989/90 (17th) | Bruce Joel Rubin                                           | Ghost †                                  |
| 1989/90 (17th) | Jeffrey Boam                                               | Indiana Jones och det sista korståget    |
| 1989/90 (17th) | Ronald Shusett, Dan O'Bannon, Gary Goldman                 | Total Recall                             |

## 1990-talet
| År          | Manusförfattare                                          | Film                                   |
| ----------- | -------------------------------------------------------- | -------------------------------------- |
| 1991 (18th) | Ted Tally                                                | När lammen tystnar †                   |
| 1991 (18th) | Albert Brooks                                            | Himlen tur eller retur?                |
| 1991 (18th) | Richard LaGravenese                                      | The Fisher King ‡                      |
| 1991 (18th) | Charles Gale                                             | Guilty as Charged                      |
| 1991 (18th) | William Goldman                                          | Lida                                   |
| 1991 (18th) | James Cameron, William Wisher, Jr.                       | Terminator 2: Judgment Day             |
| 1992 (19th) | James V. Hart                                            | Dracula                                |
| 1992 (19th) | David Giler, Walter Hill, Larry Ferguson                 | Alien 3                                |
| 1992 (19th) | Joe Eszterhas                                            | Basic Instinct                         |
| 1992 (19th) | Bernard Rose                                             | Candyman                               |
| 1992 (19th) | Martin Donovan, David Koepp                              | Döden klär henne                       |
| 1992 (19th) | Nicholas Meyer, Denny Martin Flinn                       | Star Trek VI: The Undiscovered Country |
| 1992 (19th) | David Lynch, Robert Engels                               | Twin Peaks: Fire Walk with Me          |
| 1993 (20th) | Michael Crichton, David Koepp                            | Jurassic Park                          |
| 1993 (20th) | Tracy Tormé                                              | Fire in the Sky                        |
| 1993 (20th) | Danny Rubin, Harold Ramis                                | Måndag hela veckan                     |
| 1993 (20th) | Brent Maddock, S. S. Wilson, Gregory Hansen, Erik Hansen | Heart and Souls                        |
| 1993 (20th) | Tim Metcalfe                                             | Kalifornia                             |
| 1993 (20th) | Shane Black, David Arnott                                | Den siste actionhjälten                |
| 1993 (20th) | Quentin Tarantino                                        | True Romance                           |
| 1994 (21st) | Jim Harrison, Wesley Strick                              | Wolf                                   |
| 1994 (21st) | Scott Alexander and Larry Karaszewski                    | Ed Wood                                |
| 1994 (21st) | Eric Roth                                                | Forrest Gump †                         |
| 1994 (21st) | Steph Lady, Frank Darabont                               | Frankenstein                           |
| 1994 (21st) | Frank Darabont                                           | Nyckeln till frihet ‡                  |
| 1994 (21st) | Mark Verheiden                                           | Timecop                                |
| 1995 (22nd) | Andrew Kevin Walker                                      | Seven                                  |
| 1995 (22nd) | George Miller, Chris Noonan                              | Babe – den modiga lilla grisen ‡       |
| 1995 (22nd) | Quentin Tarantino                                        | From Dusk till Dawn                    |
| 1995 (22nd) | James Cameron, Jay Cocks                                 | Strange Days                           |
| 1995 (22nd) | Joss Whedon, Alec Sokolow, Andrew Stanton, Joel Cohen    | Toy Story ‡                            |
| 1995 (22nd) | David Webb Peoples, Janet Peoples                        | De 12 apornas armé                     |
| 1996 (23rd) | Kevin Williamson                                         | Scream                                 |
| 1996 (23rd) | Larry Wachowski, Andy Wachowski                          | Bound                                  |
| 1996 (23rd) | Fran Walsh, Peter Jackson                                | The Frighteners                        |
| 1996 (23rd) | Dean Devlin, Roland Emmerich                             | Independence Day                       |
| 1996 (23rd) | Jonathan Gems                                            | Mars Attacks!                          |
| 1996 (23rd) | Brannon Braga, Ronald D. Moore                           | Star Trek: First Contact               |
| 1997 (24th) | Mike Werb, Michael Colleary                              | Face/Off                               |
| 1997 (24th) | James V. Hart, Michael Goldenberg                        | Kontakt                                |
| 1997 (24th) | Jonathan Lemkin, Tony Gilroy                             | Djävulens advokat                      |
| 1997 (24th) | Ed Solomon                                               | Men in Black                           |
| 1997 (24th) | Guillermo del Toro, Matthew Robbins                      | Mimic                                  |
| 1997 (24th) | Edward Neumeier                                          | Starship Troopers                      |
| 1998 (25th) | Andrew Niccol                                            | The Truman Show ‡                      |
| 1998 (25th) | Brandon Boyce                                            | Apt Pupil                              |
| 1998 (25th) | Don Mancini                                              | Bride of Chucky                        |
| 1998 (25th) | Alex Proyas, Lem Dobbs, David S. Goyer                   | Dark City                              |
| 1998 (25th) | Gary Ross                                                | Välkommen till Pleasantville           |
| 1998 (25th) | Joseph Stefano                                           | Psycho                                 |
| 1999 (26th) | Charlie Kaufman                                          | Being John Malkovich ‡                 |
| 1999 (26th) | Ehren Kruger                                             | Arlington Road                         |
| 1999 (26th) | M. Night Shyamalan                                       | Sjätte sinnet ‡                        |
| 1999 (26th) | Stephen Sommers                                          | Mumien                                 |
| 1999 (26th) | Andy Wachowski, Larry Wachowski                          | The Matrix                             |
| 1999 (26th) | Andrew Kevin Walker                                      | Sleepy Hollow                          |

## 2000-talet
| År          | Manusförfattare                                                  | Film                                         |
| ----------- | ---------------------------------------------------------------- | -------------------------------------------- |
| 2000 (27th) | David Hayter                                                     | X-Men                                        |
| 2000 (27th) | Karey Kirkpatrick                                                | Flykten från hönsgården                      |
| 2000 (27th) | Toby Emmerich                                                    | Frequency - Livsfarlig frekvens              |
| 2000 (27th) | Billy Bob Thornton, Tom Epperson                                 | The Gift                                     |
| 2000 (27th) | David Franzoni, John Logan, William Nicholson                    | Gladiator ‡                                  |
| 2000 (27th) | Wang Hui-ling, James Schamus, Tsai Kuo Jung                      | Crouching Tiger, Hidden Dragon ‡             |
| 2001 (28th) | Steven Spielberg                                                 | A.I. Artificial Intelligence                 |
| 2001 (28th) | Fran Walsh, Philippa Boyens, Peter Jackson                       | Sagan om ringen ‡                            |
| 2001 (28th) | Robert L. Baird, Dan Gerson                                      | Monsters, Inc.                               |
| 2001 (28th) | Alejandro Amenábar                                               | The Others                                   |
| 2001 (28th) | Stéphane Cabel, Christophe Gans                                  | Vargarnas pakt                               |
| 2001 (28th) | Ted Elliott, Terry Rossio, Joe Stillman, Roger S. H. Schulman    | Shrek ‡                                      |
| 2002 (29th) | Scott Frank, Jon Cohen                                           | Minority Report                              |
| 2002 (29th) | Brent Hanley                                                     | Frailty                                      |
| 2002 (29th) | Hillary Seitz                                                    | Insomnia                                     |
| 2002 (29th) | Fran Walsh, Philippa Boyens, Stephen Sinclair, Peter Jackson     | Sagan om de två tornen                       |
| 2002 (29th) | Mark Romanek                                                     | One Hour Photo                               |
| 2002 (29th) | Hayao Miyazaki, Cindy Davis Hewitt, Donald H. Hewitt             | Spirited Away                                |
| 2003 (30th) | Fran Walsh, Philippa Boyens, Peter Jackson                       | Sagan om konungens återkomst †               |
| 2003 (30th) | Alex Garland                                                     | 28 dagar senare                              |
| 2003 (30th) | Andrew Stanton, Bob Peterson, David Reynolds                     | Hitta Nemo ‡                                 |
| 2003 (30th) | Heather Hach, Leslie Dixon                                       | Freaky Friday                                |
| 2003 (30th) | Quentin Tarantino                                                | Kill Bill: Volume 1                          |
| 2003 (30th) | Dan Harris, Michael Dougherty                                    | X-Men 2                                      |
| 2004 (31st) | Alvin Sargent                                                    | Spider-Man 2                                 |
| 2004 (31st) | Stuart Beattie                                                   | Collateral                                   |
| 2004 (31st) | Charlie Kaufman                                                  | Eternal Sunshine of the Spotless Mind †      |
| 2004 (31st) | Steve Kloves                                                     | Harry Potter och fången från Azkaban         |
| 2004 (31st) | Brad Bird                                                        | The Incredibles ‡                            |
| 2004 (31st) | Quentin Tarantino                                                | Kill Bill: Volume 2                          |
| 2005 (32nd) | Christopher Nolan, David S. Goyer                                | Batman Begins                                |
| 2005 (32nd) | Ann Peacock, Andrew Adamson, Christopher Markus, Stephen McFeely | Berättelsen om Narnia: Häxan och lejonet     |
| 2005 (32nd) | Steve Kloves                                                     | Harry Potter och den flammande bägaren       |
| 2005 (32nd) | Peter Jackson, Fran Walsh, Philippa Boyens                       | King Kong                                    |
| 2005 (32nd) | George Lucas                                                     | Star Wars: Episode III – Revenge of the Sith |
| 2005 (32nd) | David Koepp                                                      | Världarnas krig                              |
| 2006 (33rd) | Michael Dougherty, Dan Harris                                    | Superman Returns                             |
| 2006 (33rd) | Neal Purvis, Robert Wade, Paul Haggis                            | Casino Royale                                |
| 2006 (33rd) | Guillermo del Toro                                               | Pans labyrint ‡                              |
| 2006 (33rd) | Andrew Birkin, Bernd Eichinger, Tom Tykwer                       | Parfymen: Berättelsen om en mördare          |
| 2006 (33rd) | Zach Helm                                                        | Stranger Than Fiction                        |
| 2006 (33rd) | Larry Wachowski, Andy Wachowski                                  | V för Vendetta                               |
| 2007 (34th) | Brad Bird                                                        | Råttatouille ‡                               |
| 2007 (34th) | Michael B. Gordon, Zack Snyder, Kurt Johnstad                    | 300                                          |
| 2007 (34th) | Roger Avary, Neil Gaiman                                         | Beowulf                                      |
| 2007 (34th) | Michael Goldenberg                                               | Harry Potter och Fenixorden                  |
| 2007 (34th) | Joel Coen, Ethan Coen                                            | No Country for Old Men †                     |
| 2007 (34th) | John Logan                                                       | Sweeney Todd                                 |
| 2008 (35th) | Christopher Nolan, Jonathan Nolan                                | The Dark Knight                              |
| 2008 (35th) | J. Michael Straczynski                                           | Changeling                                   |
| 2008 (35th) | David Koepp, John Kamps                                          | Livet från den andra sidan                   |
| 2008 (35th) | Mark Fergus, Hawk Ostby, Art Marcum, Matt Holloway               | Iron Man                                     |
| 2008 (35th) | John Ajvide Lindqvist                                            | Låt den rätte komma in                       |
| 2008 (35th) | Eric Roth                                                        | The Curious Case of Benjamin Button ‡        |
| 2009 (36th) | James Cameron                                                    | Avatar                                       |
| 2009 (36th) | Neill Blomkamp, Terri Tatchell                                   | District 9 ‡                                 |
| 2009 (36th) | Quentin Tarantino                                                | Inglourious Basterds ‡                       |
| 2009 (36th) | Alex Kurtzman, Roberto Orci                                      | Star Trek                                    |
| 2009 (36th) | Alex Tse, David Hayter                                           | Watchmen                                     |
| 2009 (36th) | Spike Jonze, Dave Eggers                                         | Till vildingarnas land                       |

## 2010-talet
| År          | Manusförfattare                                                | Film                                |
| ----------- | -------------------------------------------------------------- | ----------------------------------- |
| 2010 (37th) | Christopher Nolan                                              | Inception ‡                         |
| 2010 (37th) | Matt Reeves                                                    | Let Me In                           |
| 2010 (37th) | Michael Arndt                                                  | Toy Story 3 ‡                       |
| 2010 (37th) | Peter Morgan                                                   | Livet efter detta                   |
| 2010 (37th) | Mark Heyman, Andres Heinz, John J. McLaughlin                  | Black Swan                          |
| 2010 (37th) | Alex Garland                                                   | Never Let Me Go                     |
| 2011 (38th) | Jeff Nichols                                                   | Take Shelter                        |
| 2011 (38th) | J. J. Abrams                                                   | Super 8                             |
| 2011 (38th) | Woody Allen                                                    | Midnatt i Paris †                   |
| 2011 (38th) | Mike Cahill, Brit Marling                                      | Another Earth                       |
| 2011 (38th) | Rick Jaffa och Amanda Silver                                   | Apornas planet: (r)Evolution        |
| 2011 (38th) | John Logan                                                     | Hugo Cabret ‡                       |
| 2012 (39th) | Quentin Tarantino                                              | Django Unchained †                  |
| 2012 (39th) | Tracy Letts                                                    | Killer Joe                          |
| 2012 (39th) | David Magee                                                    | Berättelsen om Pi ‡                 |
| 2012 (39th) | Martin McDonagh                                                | Seven Psychopaths                   |
| 2012 (39th) | Joss Whedon                                                    | The Avengers                        |
| 2012 (39th) | Joss Whedon, Drew Goddard                                      | The Cabin in the Woods              |
| 2013 (40th) | Spike Jonze                                                    | Her †                               |
| 2013 (40th) | Fran Walsh, Philippa Boyens, Peter Jackson, Guillermo del Toro | Hobbit: Smaugs ödemark              |
| 2013 (40th) | Joel Coen, Ethan Coen                                          | Inside Llewyn Davis                 |
| 2013 (40th) | Alfonso Cuarón, Jonás Cuarón                                   | Gravity                             |
| 2013 (40th) | Jennifer Lee                                                   | Frost                               |
| 2013 (40th) | Edgar Wright, Simon Pegg                                       | The World's End                     |
| 2014 (41st) | Christopher Nolan, Jonathan Nolan                              | Interstellar                        |
| 2014 (41st) | Stephen McFeely, Christopher Markus                            | Captain America: The Winter Soldier |
| 2014 (41st) | Christopher McQuarrie, Jez Butterworth, John-Henry Butterworth | Edge of Tomorrow                    |
| 2014 (41st) | Wes Anderson                                                   | The Grand Budapest Hotel ‡          |
| 2014 (41st) | James Gunn, Nicole Perlman                                     | Guardians of the Galaxy             |
| 2014 (41st) | Fran Walsh, Philippa Boyens, Peter Jackson, Guillermo del Toro | Hobbit: Femhäraslaget               |
| 2014 (41st) | Damien Chazelle                                                | Whiplash ‡                          |